# تامارا مانینا
تامارا ایوانوفنا مانینا (به روسی: Тама́ра Ива́новна Ма́нина) زادهٔ ۱۶ سپتامبر ۱۹۳۴ ژیمناست بازنشسته اهل اتحاد شوروی است.